# GOLDEN☆BEST 柴田恭兵
『GOLDEN☆BEST 柴田恭兵』（ゴールデン☆ベスト しばたきょうへい）は柴田恭兵のベスト・アルバム。2003年3月19日発売。発売元は東芝EMI（現ユニバーサルミュージック）。規格品番：TOCT-10906。

## 解説
各レコード会社から発売されている "ゴールデン☆ベスト" シリーズの中の1枚で、俳優・柴田恭兵の廉価版ベスト・アルバム。一部ライヴ音源も収録されている。17〜20曲目は、フォーライフ・レコードの音源である。

## 続編
2004年10月20日に、自身が出演したテレビドラマや映画の主題歌に使用された曲ばかりを集めた "ゴールデン☆ベスト" 第2弾『GOLDEN☆BEST 柴田恭兵 KYOHEI EYED SOUL』もフォーライフミュージックエンタテイメントからリリースされた。

## 収録曲
特記以外作詞:東由多加 作曲:深野義和
1. 君だけでいい
  - 作詞:山川啓介 作曲・編曲:大野雄二
2. ドリーム
  - 作詞:阿木燿子 作曲:宇崎竜童 編曲:木田高介
3. LOVE CONNECTION
  - 、編曲:福井峻
4. 冬のピクニック
  - 編曲:石田勝範 参加:東京キッドブラザース
5. ポルシェ・スパイダー
  - 編曲:石田勝範
6. 5マイル・アヘッド
  - 作曲:大野克夫 編曲:後藤次利
7. ミスティ
  - 作詞:リチャード・ウェス 編曲: 小笠原寛
8. 妹よ
  - 編曲: 前田憲男
9. 時の魔法
  - 編曲:前田憲男 参加:坪田直子
10. 天使伝説
  - 作詞:山川啓介 作曲・編曲:福井峻
11. 二度とない時間
  - 作詞・作曲:小椋佳 編曲:福井峻
  - 参加:坪田直子、東京キッドブラザース
12. なんとなく、クリスタル
  - 作詞:田中康夫 作曲:近田春夫 編曲:飛澤宏元
  - タイトルは、田中康夫のベストセラー小説から。
13. これからはふたり
  - 作詞:田中康夫 作曲:松任谷正隆 編曲:新川博
14. よそ者 （Live）
  - 作曲:大野轟二 編曲:沢木みのる
15. 右腕の唄 （Live）
  - 作詞・作曲:小椋佳 編曲:沢木みのる
16. ROLLIN' DOWN （Live）
  - 作詞:深野義和 編曲:沢木みのる
17. RUNNING SHOT
  - 作詞:門間裕・吉松隆 作曲・編曲:吉松隆
  - 表記無しだがアルバム・バージョン。
  - サビの多くがコーラスの特徴ある構成。
  - テレビドラマ『あぶない刑事』挿入歌
18. WAR
  - 作詞:さがらよしあき 作曲:深町栄 編曲:松本健
  - 表記無しだがアルバム・バージョン。
19. GET DOWN
  - 作詞:さがらよしあき 作曲: 深町栄 編曲:中村哲
20. TRASH
  - 作詞:売野雅勇 作曲:太田美智彦 編曲:中村哲